# Ceranisus nigrifemora
Ceranisus nigrifemora is een vliesvleugelig insect uit de familie Eulophidae. De wetenschappelijke naam is voor het eerst geldig gepubliceerd in 1961 door De Santis.